# Loxoptygus coturnatus
Loxoptygus coturnatus är en spindelart som beskrevs av Simon 1903. Loxoptygus coturnatus ingår i släktet Loxoptygus och familjen fågelspindlar.
Artens utbredningsområde är Etiopien. Inga underarter finns listade i Catalogue of Life.